# Комутаційний апарат

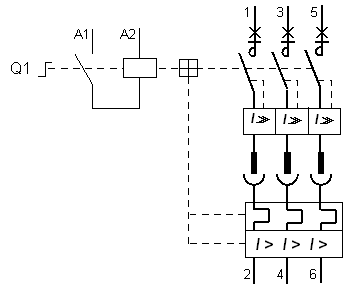
Комунікаційне обладнання на електричній схемі

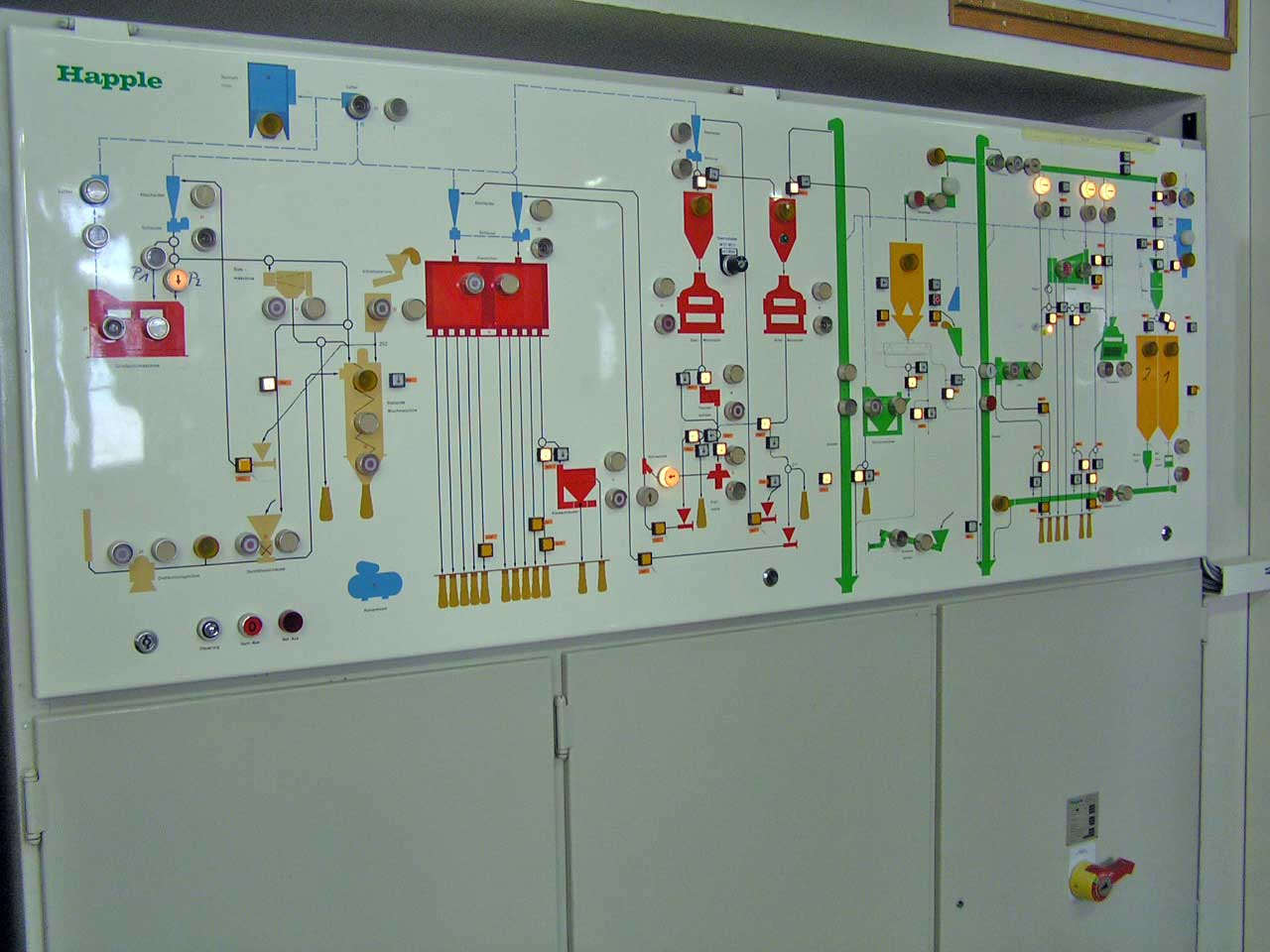
Панель керування та шафа з комунікаційним обладнанням в системі автоматики

Комутаці́йний апара́т — електричний апарат, який призначено для комутації електричного кола та проведення струму шляхом подавання або зняття напруги з електроустановки або її частини.
У загальному випадку комутаційні апарати поділяються на два типи:
- Контактний комутаційний апарат — апарат, який здійснює комутаційну операцію шляхом механічного взаємного переміщення контакт-деталей, внаслідок чого, відбувається увімкнення/вимкнення електричного струму. Контактні комунікаційні апарати, що працюють за значних (десятки ампер і більше) струмів та напруг (від сотень вольт і вище), та/або на індуктивне чи ємнісне навантаження, облаштовуються особливими системами гасіння електричної дуги.
- Безконтактний комутаційний апарат — пристрій, котрий здійснює комутаційну операцію за допомогою зміни опору комутатора, без механічного переміщення деталей. Безконтактні комутаційні апарати, що працюють на індуктивне або ємнісне навантаження облаштовуються спеціальними системами захисту від електричного перевантаження, яке виникає у мить перемикання.

## Види комутаційних електричних апаратів
Основними електричними комутаційними апаратами є:
- Вимикач
- Вимикач навантаження
- Відокремлювач
- Короткозамикач
- Роз'єднувач
- Автоматичний вимикач
- Магнітний пускач
- Пристрій захисного вимкнення
- Контактор
- Реле
- Ножовий вимикач
- Поворотний вимикач
- Запобіжник

## Параметри комутаційних апаратів
Комутаційні апарати відзначаються наступними показниками:
- Впливова величина — фізична величина, на зміну якої комутаційний апарат призначений реагувати.
- Уставка впливової величини — задане значення величини спрацювання або неспрацювання, на яку налаштовано апарат.
- Уставка за часом — значення витримки часу, на яку налаштовано пристрій.
- Діапазон уставки — межі значень уставки, на які може бути налаштовано апарат.
- Час вмикання — проміжок часу від миті подавання сигналу на увімкнення комутаційного апарата, до миті появи заданих умов для проходження струму його головним електричним колом.
- Власний час увімкнення[2] — проміжки часу з миті подавання сигналу на увімкнення контактного апарата до миті замикання заданого контакту.
- Власний час вимкнення[2] — проміжок часу з миті подавання сигналу на вимкнення до миті механічного роз'єднання останнього з контактів.
- Повний час вимкнення — проміжок часу з миті подавання сигналу на вимкнення комутаційного апарата до миті припинення струму в усіх його полюсах.Комунікаційне обладнання в системі автоматики

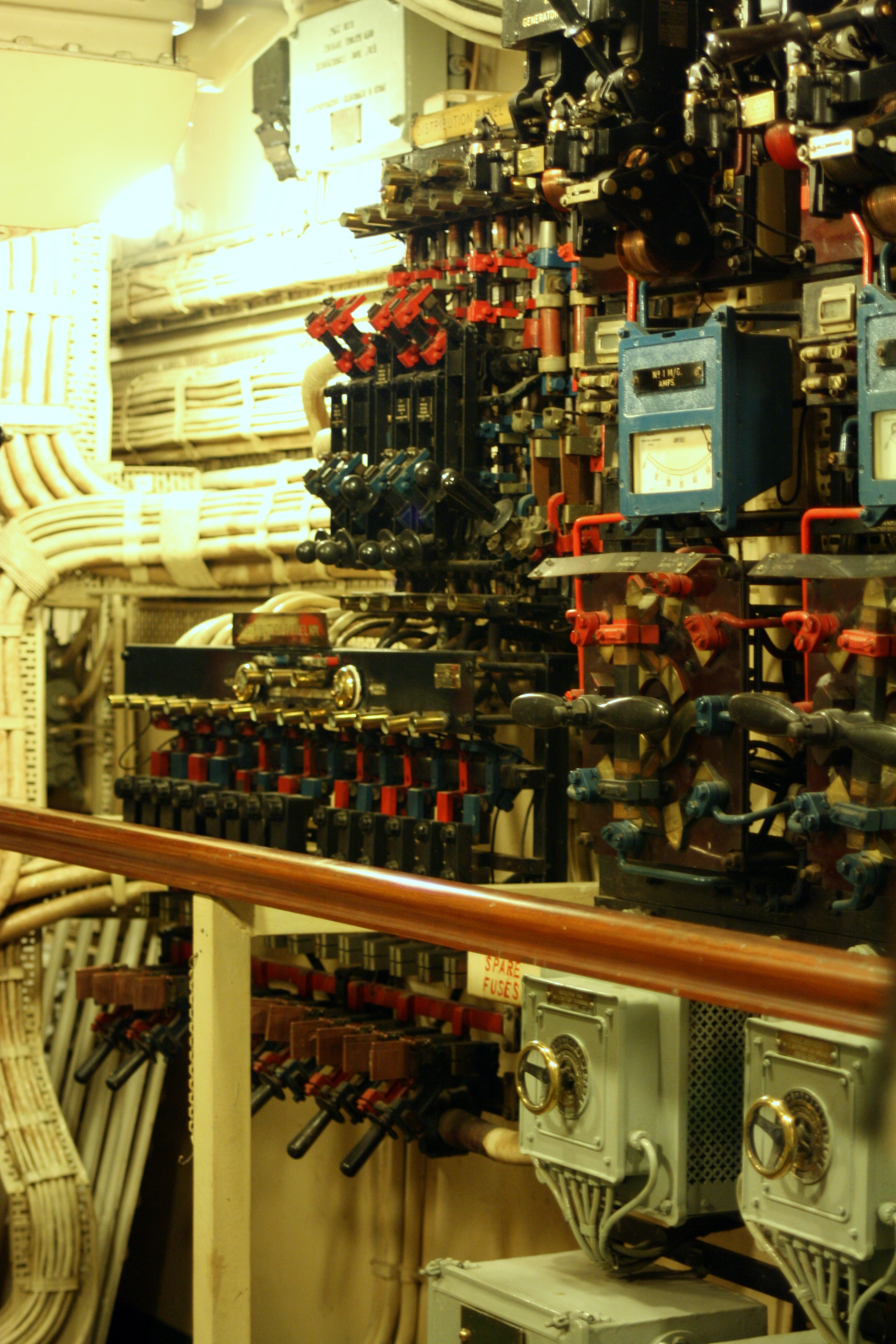
Комунікаційне обладнання в системі автоматики

- Часострумова характеристика — залежність часу спрацьовування комутаційного апарата від струму в його головному колі.
- Струм вимкнення — прийняте значення очікуваного струму у колі, вимкненому апаратом, у задану мить часу.
- Струм увімкнення — прийняте значення очікуваного струму в колі, увімкненому апаратом, у заданий момент часу.
- Стійкість за наскрізних струмів — здатність апарата у відповідному комутаційному положенні або стані, пропускати певний струм протягом визначеного часу у передбачених умовах, залишаючись після цього у справному стані.
- Механічна витривалість — здатність контактного апарата виконувати, за певних умов, визначену кількість операцій увімкнення/вимкнення без струму навантаження у колі головних і вільних контактів, залишаючись після цього у справному стані.
- Електрична витривалість — здатність контактного апарата виконувати, за певних умов, визначену кількість операцій під час комутації його контактами, кіл зі струмом, що мають задані параметри, залишаючись після цього у придатному стані.
- Відновлювана напруга — напруга, що з'являється на контактах одного полюсу комутаційного апарата у перехідному режимі безпосередньо після згасання у ньому дуги.
- Діаграма комутаційних положень — діаграма, що показує положення контактів у різних комутаційних станах комутаційного апарату і послідовність переходу з одного комутаційного положення в інше.